# Andy Trow
Andy Trow (1991) è un ex sciatore alpino canadese.

## Biografia
Attivo in gare FIS dal dicembre del 2006, in Nor-Am Cup Trow ha esordito il 6 dicembre 2007 a Lake Louise in discesa libera (57º), ha colto l'unico podio il 9 dicembre 2011 a Nakiska in supercombinata (3º) e ha disputato l'ultima gara il 22 marzo 2015 a Waterville Valley in slalom speciale, senza completare la prova. Si è ritirato durante la stagione 2015-2016 e la sua ultima gara è stata uno slalom speciale universitario disputato l'11 gennaio a Big Sky, non completato da Trow; non ha debuttato in Coppa del Mondo né preso parte a rassegne olimpiche o iridate.

## Palmarès

### Nor-Am Cup
- Miglior piazzamento in classifica generale 19º nel 2012
- 1 podio:
  - 1 terzo posto